# الان غاو
الان غاو (بالإنجليزية: Alan Gow)‏ (9 أكتوبر 1982 بغلاسكو في المملكة المتحدة - ) هو لاعب كرة قدم بريطاني في مركز الوسط. شارك مع منتخب اسكتلندا الثانوي لكرة القدم ‏. أما مع النوادي، فقد لعب مع نادي إيست بنغال ونادي بلاكبول ونادي رينجرز ونادي سانت ميرين ونادي فالكيرك ونادي ماذرويل ونادي هيبرنيان ونوتس كاونتي ونورويتش سيتي وأردريونيانز ونادي بريستول روفيرز ونادي إكزتر سيتي ونادي بليموث أرجايل ونادي كلايدبانك ‏.

## وصلات خارجية
- الان غاو على موقع قاعدة بيانات كرة القدم.إي يو (الإنجليزية)
- الان غاو على موقع Soccerbase.com (لاعب) (الإنجليزية)
- الان غاو على موقع Soccerway.com (الإنجليزية)
- الان غاو على موقع عالم كرة القدم.نت (الإنجليزية)